# Demetriusz Paleolog Kantakuzen
Demetriusz Paleolog Kantakuzen (ur. ok. 1420, zamordowany 3/4 czerwca 1453) – dyplomata, minister cesarzy Jana VIII Paleologa i Konstantyna XI Paleologa. 

## Życiorys
Jego powiązania rodzinne z rodem Kantakuzenów nie są jasne. Po zdobyciu Konstantynopola w 1453 roku został skazany na śmierć z rozkazu sułtana Mehmeda II Zdobywcy. Razem z nim dokonano też egzekucji: Łukasza Notarasa wraz z synem oraz Andronika Paleologa Kantakuzena wraz z synem. 